# Instituto Meteorológico Nacional
O Instituto Meteorológico Nacional (IMN) é a agência meteorológica nacional da Costa Rica.